# (37703) 1996 CD1
1996 CD1 (asteroide 37703) é um asteroide da cintura principal. Possui uma excentricidade de 0.09394430 e uma inclinação de 21.24540º.
Este asteroide foi descoberto no dia 11 de fevereiro de 1996 por Beijing Schmidt CCD Asteroid Program em Xinglong.